# Єсаян Тигран Рубенович
Тигран Єсаян (вірм. Տիգրան Ռուբենի Եսայան, нар. 2 червня 1972, Єреван) — радянський та вірменський футболіст, що грав на позиції нападника. В подальшому — футбольний тренер.

## Клубна кар'єра
Есаян з 1990 року почав виступати у складі «Зораван», який виступав у другій нижчій лізі СРСР. З 1992 року безпосередньо в чемпіонаті Вірменії, в якому клуб зайняв 18 місце і вилетів у Першу лігу.
Після завершення сезону Єсаян покинув клуб і перейшов у «Звартноц». Після закінчення сезону Єсаян знову покинув клуб. Новим місцем роботи стало єреванське «Динамо», що виступало у першій лізі. Єсаян за сезон став головним голеодором команди, забивши у ворота суперників 30 м'ячів. Цей результат став найкращим у першій лізі першості сезону 1994 року.
З 1995 року виступав за «Єреван», у складі якого став чемпіоном Вірменії (1997), а також фіналістом Кубка Вірменії (1998)
На початку 1999 року уклав контракт з українським «Торпедо» (Запоріжжя), у складі якого до літа зіграв 11 матчів у Першій лізі і забив 2 голи, після чого «Торпедо» було оголошено банкрутом і Єсаян покинув клуб.
Згодом грав у складі низки вірменських клубів, а також за ліванські «Салам» (Згарта) та «Оменмен».
Завершив професійну ігрову кар'єру у клубі «Арарат», у складі якого вже виступав раніше. Цього разу Тигран прийшов до команди 2006 року і захищав її кольори до припинення виступів на професійному рівні у 2006 році.

## Виступи за збірну
20 лютого 1996 року дебютував в офіційних іграх у складі національної збірної Вірменії у виїзному товариському матчі проти збірної Перу. Протягом кар'єри у національній команді, яка тривала 4 роки, провів у формі головної команди країни 21 матч, забивши 4 голи.

## Тренерська діяльність
Після завершення кар'єри футболіста Есаян почав тренерську діяльність, але в основному тренував молодіжні та юнацькі команди.
В кінці січня 2010 року став головним тренером єреванського «Арарату», який у попередньому сезоні зайняв останнє місце і вилетів у Першу лігу. Під керівництвом Єсаяна клуб став переможцем у першій лізі і повернувся в Прем'єр-лігу. Після закінчення сезону Єсаян підписав новий контракт з «Араратом» терміном на один рік. 16 лютого Єсаян подав у відставку з поста головного тренера. Причиною того було ставлення керівництва до підготовчого процесу команди під час осінньо-весняних зборів команди, відсутності серйозного поповнення гравців, які б серйозно посилили команду в матчах з клубами Прем'єр-ліги. В цілому ці фактори, а також другорядні сподобили Єсаяна на відхід з клубу.
Після звільнення у 2011 році з посади головного тренера клубу «Бананц-2» Ашота Барсегяна Єсаян зайняв вакантну посаду в клубі. По закінченні сезону покинув свій пост.
В кінці лютого 2012 року Есаян повернувся в тренерський штаб «Арарату», тільки вже як головний тренер клубу «Арарат-2».

## Досягнення

### Гравця
- «Динамо» (Єреван)
  - Кращий бомбардир першої ліги: 1994
- «Єреван»
- командні: 
  - Чемпіон Вірменії: 1997
  - Бронзовий призер чемпіонату Вірменії: 1995/96, 1996/97, 1998
  - Фіналіст Кубку Вірменії: 1998
- особисті:
  - Рекордсмен за кількістю проведених матчів за «Єреван» — 95 матчів
  - Рекордсмен за кількістю забитих м'ячів за «Єреван» — 61 м'яч
- «Арарат» (Єреван)
  - Срібний призер чемпіонату Вірменії: 2000
- «Бананц»
  - Срібний призер чемпіонату Вірменії: 2002, 2004
  - Фіналіст Кубка Вірменії: 2003, 2004

### Тренера
- «Арарат» (Єреван)
  - Чемпіон першої ліги Вірменії: 2010